# Император Хандзэй
Император Хандзэй или Хансё (яп. 反正天皇 хандзэй/хансё: тэнно:) — 18-й император Японии, правивший с 4 февраля 406 по 12 февраля 410 года. Личные имена — Мидзуха-вакэ, Тадзихи-но мидзуха-вакэ.
Нет точной даты которую можно было отнести к царствованию, но традиционно считается, что он царствовал с 406 по 410 год.
Начало правления Хансё в «Нихон-сёки» датируется годом хиноэ-ума (43-й год цикла), что по сбою циклических обозначений в 26 лет приходится на 432 год. 1-й год правления следующего государя — Ингё обозначен как год мидзуноэ-нэ (49-й год цикла), который выпадает (по тому же правилу) на 438 год. Это означает, что правление Хансё должно было закончится в 437 году. Такую дату смерти Хансё дают «Кодзики» — год хиното-уси (437 год). С 432 по 437 — шесть лет правления.

## Образ в легендах
Хотя считается что Хандзэй правил страной в начале 5-го века, существует недостаточно материала для изучения и проверки этих данных.
Хандзэй был сыном императора Нинтоку и императрицы Иванохимэ. Он был братом императора Ритю; и эта последовательность[какая?] эффективно миновала двоих сыновей Ритю. Никаких других подробностей, не сохранились.
В записях Нихонги говорилось что страна наслаждалась миром, во время правления этого императора.

## Супруги и дети
- Императрица: Цунохимэ (津野媛), дочь Оякэ-но оми Когото (大宅臣木事)
  - Принцесса Кайхимэ (香火姫皇女)
  - Принцесса Цубурахимэ (円皇女)
- Отохимэ (弟 媛), младшая сестра Цунохимэ
  - Принцесса Такарахимэ (财皇女)
  - Принц Такабэ (高部皇子)